# Màrqueting dels mitjans socials
El màrqueting dels mitjans socials o social media marketing és aquella branca del màrqueting que s'ocupa de donar visibilitat a les xarxes socials i agregadors 2.0. El màrqueting social reuneix una sèrie de pràctiques que van des de la gestió de relacions online (PR 2.0) a l'optimització de les pàgines web fetes per les xarxes socials (SMO, Social Media). El terme, de fet, s'utilitza per indicar la gestió de la comunicació integrada a totes les diferents plataformes que la Web 2.0 ens posa a disposició (social networking, comunitats 2.0, wiki, etc.). La característica principal d'aquestes plataformes és que la propietat de les mateixes no és de la persona o empresa que pretén instaurar aquestes relacions, sinó de la mateixa plataforma.
La finalitat del social media marketing és la de crear converses entre usuaris i consumidors. L'empresa, a través de les xarxes socials està preparada per a tenir una relació 1:1 que acosta l'emissor i el destinatari.
Un exemple habitual de màrqueting en els mitjans socials és l'acció de màrqueting viral que es produeix a YouTube o altres espais d'allotjament web. L'empresa publica un contingut interessant i/o divertit amb l'objectiu de crear hype i difusió. A través del boca-orella espontani dels usuaris es produeix un efecte viral que porta sempre més persones a veure el vídeo i, doncs, a fer que el missatge arribi al màxim d'usuaris/consumidors possibles.
Segons Lloyd Salmons, primer president de l'Internet Advertising Bureau social media council “El social media marketing no es refereix només a les grans xarxes socials com Facebook i MySpace, sinó en general al fet que les marques tinguin converses.”

## Característiques
El màrqueting social es diferencia de qualsevol altre grup de màrqueting perquè permet a les empreses i als clients integrar i comentar; un sistema substancialment nou per tal d'obtenir realimentació i consells. Aquest aspecte representa una novetat respecte al màrqueting tradicional, que relega sovint el consumidor a un rol de mer espectador. El contingut sol ja no és suficient, les empreses han de saber reaccionar.
Les reaccions dels usuaris a aquesta innovació en el màrqueting és encara ara objecte d'estudi i constitueix un repte respecte a la modalitat de relació més tradicional, en la qual pels usuaris no era possible deixar comentaris, sinó només fer les preguntes.

## Com veuen les empreses el màrqueting social?
Des del punt de vista de les empreses les perplexitats van lligades a la por de no poder controlar els missatges negatius i de no ser capaços de defensar-se als eventuals sabotatges per part de la competència, que podria denigrar deliberadament una empresa. En general, responent amb claredat a les observacions o missatges denigrants es resol el problema: en casos extrems es pot pensar de recórrer per vies judicials.
L'actuació d'un esquema de màrqueting social s'articula a través de les següents xarxes:
- Twitter permet a les empreses promocionar els seus productes a nivell individual. L'ús d'un producte pot ser explicat breument en els missatges curts que els seguidors llegiran. Aquests missatges apareixen a la pàgina d'inici dels seguidors. Aquestes breus publicacions normalment enllacen el consumidor amb la pàgina web del producte, el perfil de Facebook, fotos, vídeos, etc. Aquest enllaç proporciona als seguidors l'oportunitat de passar més temps interaccionant amb el producte en línia. Twitter promou un producte en temps real.
- Facebook: Els perfils de Facebook són molt més detallats que els comptes de Twitter. El producte pot ser descrit mitjançant vídeos, fotos i descripcions. Els vídeos poden mostrar quan un producte pot ser utilitzat, així com la forma d'usar-lo. També són importants els comentaris d'altres usuaris i que aquests siguin visibles per a tothom. Facebook pot vincular en el seu contingut el link de la seva pàgina de Twitter, així com enviar recordatoris d'esdeveniments.
- LinkedIn és una xarxa professional que permet a les empreses i persones individuals crear perfils professionals per tal de donar-se a conèixer i interaccionar. LinkedIn ofereix als seus membres l'oportunitat de generar oportunitats de vendes i socis comercials. Els membres poden utilitzar les "Pàgines de la companyia" similars a les pàgines de Facebook per crear una zona que permetrà als propietaris d'empreses promocionar els seus productes o serveis i ser capaços d'interaccionar amb els seus clients.
- YouTube és una altra eina molt coneguda. En aquest cas els anuncis intenten adaptar-se a l'audiència. El tipus de llenguatge utilitzat en els anuncis publicitaris i les idees utilitzades per promoure el producte reflecteixen l'estil i el gust d'aquesta. A més, els anuncis en qüestió solen ser de la mateixa temàtica que el vídeo sol·licitat; aquesta és un avantatge que YouTube ofereix als anunciants.
- Instagram és una xarxa social centrada en la compartició de fotografies. Es va llançar a l'octubre de 2010. El servei permet als usuaris fer una foto, aplicar un filtre digital, i després compartir-la amb altres usuaris d'Instagram que estan connectats a la mateixa xarxa, així com amb altres xarxes connectades a aquesta. A setembre de 2012, Instagram tenia 100 milions d'usuaris registrats.

## Estratègies de màrqueting social
- Presenta el teu contingut en nous formats

Tots sabem que les imatges i els vídeos aconsegueixen més interaccions que una publicació amb text. També, sabem que les Històries estan conquistant als usuaris en xarxes socials. Ara, és moment de fer un pas més enllà, sortir de la zona de confort i utilitzar nous tipus de mitjans com Videos 360°, Live photos, realitat virtual i IGTV. HBO és una de les companyies que ha utilitzat alguns d'aquests nous formats immersius a favor seu, tal com ho van fer en les seves diferents campanyes de l'reeixida sèrie de TV Game of Thrones.
Un dels més grans al·licients de l'era digital és la possibilitat d'aprofitar els avenços tecnològics per a la teva benefici.
- Utilitza públics similars a les teves estratègies de màrqueting

L'eina d'audiències similars és una gran aliada per trobar nous clients. La plataforma es basa en les característiques de l'audiència (els clients amb els que ja has interactuat) per trobar nous prospectes, integrar-los en les teves vendes i així millorar el rendiment dels teus anuncis.
Els públics similars a Facebook, per exemple, es basen en diferents públics objectius (o públics llavor) depenent de l'objectiu que vulguis assolir. Per exemple, si el teu objectiu és incrementar les teves vendes, Facebook es guiarà amb els clients que més han visitat el teu lloc web.
Per extreure informació valuosa d'aquesta pràctica, necessites provar diferents públics i mesurar el seu rendiment.
- Proves A / B per optimitzar el teu contingut i estratègies de màrqueting

Les proves A / B són una eina d'investigació súper valuosa per provar petites variacions en els continguts publicitaris per determinar quin és el més efectiu per a l'audiència. Per exemple: estàs a punt de llançar un nou producte i et trobes planejant la campanya. No obstant això, no estàs segur si un anunci amb vídeo o un anunci amb fotografies sigui el millor per a la teva audiència, o tens dues copys per acompanyar la teva imatge i no saps quin utilitzar. Una prova A / B et permet provar els dos diferents tipus d'anuncis i mesurar els resultats a través de diferents variables per descobrir en quin format propicia més interaccions amb els teus clients.
Amb el temps, podràs obtenir informació que t'ajudarà a adaptar el teu contingut per a cada xarxa social i per a cada públic en específic, la qual cosa t'ajudarà a afinar la estratègia de màrqueting en xarxes socials.
- Mantenir-creatiu i actualitzat

El món de l'màrqueting digital i les xarxes socials és un espai en constant evolució, així que és essencial mantenir-se a l'avantguarda de tot el que està passant en aquest microcosmos.
Per conèixer les notícies més rellevants de la indústria publicitària en el teu dia a dia, configura un lector RSS com Feedly o Syndicator Pro de Hootsuite per monitorar en temps real les últimes publicacions de llocs com, Merca 2.0, Adweek i el bloc de Hootsuite. Això t'estalviarà molt de temps, ja que no hauràs de visitar cada pàgina web individualment i comprovar el seu contingut.
També, és important que continuïs la teva educació. En la nostra llista de cursos per community manager en línia, podràs trobar des d'opcions per estimular la teva creativitat, per millorar la teva edició de contingut i per tornar-te en un expert.
- Optimitza el teu contingut a cada plataforma

Si vols que el teu contingut tingui un abast més llarg, hauràs d'optimitzar-lo utilitzant les millors pràctiques de la plataforma social on vulguis publicar-ho. Per exemple, si publiques un vídeo a YouTube t'asseguris d'afegir les etiquetes més rellevants al seu contingut, utilitzis no més de 70 caràcters en el seu títol per cridar l'atenció dels teus seguidors (aquest és el límit màxim visible en recerques mòbils), etc.